# لنی هارت
لنی هارت (انگلیسی: Lenie 't Hart؛ زادهٔ ۱۶ سپتامبر ۱۹۴۱،فارم سوم) یک دامپزشک و فعال حقوق جانوران اهل هلند است. او ۵۰ سال به حمایت و بررسی فک‌های در حال انقراض دنیا به ویژه فک‌های خزری پرداخته‌است. او رئیس مرکز تحقیقات و درمانی فک هلند است.